# Phocine morbillivirus
Phocine morbillivirus — вид негативно спрямованих одноланцюгових РНК-вірусів родини параміксовірусів (Paramyxoviridae). Інша назва — вірус фоцинової чумки (phocine distemper virus, скорочено PDV). Вірус уражає різні види ластоногих у Північній Атлантиці та Арктичному океані. Клінічні ознаки хвороби включають затруднене дихання, гарячку та нервові симптоми.

## Історія
PDV було вперше визначено у 1988 році як причину загибелі 18 000 тюленів звичайних (Phoca vitulina) та 300 тев'яків довгомордих (Halichoerus grypu) уздовж північноєвропейського узбережжя. Цього ж року спалахнула подібна епідемія серед нерпи байкальської (Pusa sibirica) в Сибіру, але її причиною став близькоспоріднений вірус чумки собак (Canine morbillivirus)
У 2002 році епідемія PDV вздовж узбережжя Північного моря призвела до загибелі 21 700 тюленів (приблизно 51 % популяції).
Антитіла до PDV були знайдені у деяких видів хижих ссавців у Західній Північній Атлантиці, включаючи білих ведмедів та моржів.

## Структура вірусу
Як і інші Morbillivirus, PDV — це вірус ікосаедричної форми (багатогранник із 20 сторонами), завдовжки близько 150—250 нм. Оболонка містить два трансмембранні білки: гемаглютинін та злитий глікопротеїн. Обидва відповідальні за злиття оболонки віріона з клітинною мембраною. PDV також має спіральний нуклеокапсид, де розміщується геномна РНК та асоційовані білки.